# OTVスーパータイム
『OTVスーパータイム』（オーティーブイスーパータイム）は、1992年9月1日から1997年3月30日まで沖縄テレビで夕方に放送されていた沖縄県向けのローカルワイドニュース番組（フジテレビ発『FNNスーパータイム』の沖縄県ローカル扱い）。

## 概要
前番組『FNN OTVイブニングワイド』に替わり、秋の改編期末でもある1992年9月1日にスタートした。
1997年3月28日に平日版が終了し、同年3月30日の『FNNスーパータイム』の終了とともに週末版も終了した。そして、同年3月31日に後継番組の『OTVニュース555 ザ・ヒューマン』がスタートした。
なお、1993年12月までは先島諸島に中継局が無かったため、それまで本番組はケーブルテレビの宮古テレビと石垣ケーブルテレビで時差ネットされていた（放送時間は翌日の日中）。

## 放送時間
- 月曜日 - 金曜日 18:00 - 18:55、土曜日 18:00 - 18:30、日曜日 17:30 - 18:00 （1992年9月1日 - 1997年3月30日）

## キャスター
- 前原信一
- 松田彰夫
- 寺田麗子
- 中安章雄
- 阿佐慶涼子
- 仲地恵